# Moskvauniversitetet
Moskvauniversitetet (fullständigt namn Moskvas statliga universitet uppkallat efter Lomonosov, ryska: Московский государственный университет имени М. В. Ломоносова, förkortat МГУ, MGU) är Rysslands största universitet, grundat 25 januari (12 januari g.s.) 1755 genom ett dekret av tsaritsan Elisabet. Vid universitetet finns 4 000 akademiker anställda, samt 15 000 övrig personal. Det finns 40 000 studenter och 7 000 forskarstuderande (2010).
Universitetsbyggnadens centraltorn är 240 meter och 36 våningar högt, och var Europas högsta byggnad mellan 1953 och 1990, innan Messeturm i Frankfurt stod färdigt.
Det är Rysslands främsta lärosäte. Det rankades på 194:e plats i världen i Times Higher Educations ranking av världens främsta lärosäten 2018.

## Historia
Efter att ha grundats 25 januari 1755 påbörjades verksamheten vid universitetet 26 april samma år. Från början hade man sina lokaler i nuvarande Statens historiska museum vid Röda torget, men flyttades av Katarina den stora till lokaler vid Mochovajagatan, vilka man ännu finns kvar i. 25 januari firas än idag som "Studenternas dag" i Ryssland.
Till universitet hör idag över 600 byggnader och bara i Moskva huserar man på totalt 206 hektar mark.